# غار اسپهبدان
غار اسپهبدان مربوط به عصر آهن است و در شهرستان رودبار، بخش خورگام، دهستان خورگام، روستای شاه شهیدان واقع شده و این اثر در تاریخ ۲۷ اسفند ۱۳۸۶ با شمارهٔ ثبت ۲۲۵۲۲ به‌عنوان یکی از آثار ملی ایران به ثبت رسیده است.